# 山西村
山西村（やまにしむら）は、熊本県阿蘇郡にあった村である。

## 歴史
- 1889年4月1日 - 阿蘇郡小森村、布田村、宮山村、鳥子村の区域をもって成立。
- 1956年8月1日 - 錦野村岩坂の一部を編入。
- 1960年9月1日 - 上益城郡河原村と新設合併し、西原村が発足。同日山西村廃止。

## 教育
- 山西村立山西小学校
- 山西村立山西中学校